# Су Сун
Су Сун (苏颂, 1020 — 19 червня 1101) — китайський вчений-енциклопедист, державний діяч часів династії Сун.

## Життєпис
Народився у 1020 році у місті Наньань області Цюаньчжоу (сучасна провінція Фуцзянь) у родині значного високопосадовця Су Шеня, після смерті якого сім'я переселилася в Даньян області Жуньчжоу (сучасна провінція Цзянсу). З юності цікавився різними науками, зокрема астрономією, і в ранньому віці у 1042 році склав іспити на вищий ступінь цзіньши.
Почав успішну кар'єру провінційним чиновником у Сючжоу, потім у 1053 році став редактором в імператорській бібліотеці (гуань-ге). У 1061 році, після дев'яти років служби в бібліотеці прийняв посаду провінційного адміністратора (правителя Інчжоу) в надії поліпшити матеріальне становище родини, але в 1063 році повернувся до столиці Бяньцзін (Кайфин), звідки у 1071 році знову вирушив на периферію, спочатку правителем Учжоу (провінція Чжецзян), згодом — Хаочжоу (1073 рік), Інтяня (1075 рік), Ханчжоу (1076 рік). Його повернення в центральний апарат у 1077 році сталося після звільнення 1076 року канцлера-реформатора Ван Аньши, до якого він знаходився в опозиції.
У 1077 році Су Суна відправили посланцем до киданської держави Ляо. 1078 року він очолює столицю Бяньцзін (Кайфин), але незабаром понижений на посаді, прийнявши відповідальність за помилки своїх підлеглих, і знову посланий до провінції: правителем Хаочжоу (1079 рік) і Цанчжоу (1080 рік). Проте вже у 1081 році повернувся до міністерства чинів, де в 1082 році став заступником міністра (чибу шилан), а з царювання Чже-цзуна у 1086 році — міністром юстиції (сінбу шаншу), у 1087 році — міністром чинів і головним ідеологом-канонознавцем (шиду), у 1089 році — секретарем академії Ханьлінь, у 1090 році — заступником канцлера (шаншу цзочен), у 1092 році призначається канцлером.
Але наступного року залишив посаду, оскільки при дворі запанували реформатори на чолі з Чжан Дунєм, і став головою міста Янчжоу. У 1095 році залишивши і цю посаду, оселився поблизу могили батька в Цзінкоу. Імператор Хуей-цзун, який зійшов на трон у 1100 році вшанував його чином піклувальника спадкоємця (тайцзи тайбао), але 19 червня 1101 року у себе вдома Су Сун помер у Цзінкоу. Похований на північно-східному відрогу гори Учжоушань в селищі Ілі повіту Даньту провінції Цзянсу.

## Наукова діяльність
Слідуючи наказам імператора Жень-цзуна від першого року періоду Цзя-ю (1056—1063) про утворення бюро по аналізу і складанню нової медичної літератури, разом з цензором Чжан Юй-сі, Лінь І та Чжан Дуном у 1057 році підготував і в 1060 році видав «Цзяю бучжу Шеньнун бень цао» («Канон коренів і трав Шень-нуна з доповненнями і коментарями періоду Цзя-ю», скорочено «Цзя-ю бень Цао» — «Коріння і трави періоду Цзя-ю») з описом 1082 ліків. На його основі у 1061 році опублікував «Бень Цао ту цзин» («Образотворчий канон коренів і трав») з 21 розділу, який згодом високо оцінив і розвинув Лі Шичжень, що відзначив, проте, в ньому «розбіжність зображень і пояснень». Ця книга знана також під інверсованою назвою «Ту цзин бень цао» («Коріння і трави в образотворчому каноні»), збереглася тільки в цитатах в інших фармакологічних творах, початок чого поклав Чень Чен, у 1092 році включив її до складу «Чун гуан бучжу бень цао» («Повторно розширений, доповнений і прокоментований канон коренів і трав»).
У «Бень Цао ту цзині» Су Сун крім медицини та фармакології приділив багато уваги зоології, металургії, мінералогії та технології. Зокрема, писав про особливу форму сколів, що виникають при розколюванні мінералів і визначаються їхньою кристалічною структурою. Він розглянув походження слюди, розділивши її на 8 типів. За Су Суну, кіновар виникає в землі на глибині у декілька метрів, а місцеві жителі знаходять її на основі «паростків». Останні підіймаються до поверхні землі тонкими жилами кіноварі, мають гідротермальне походження.
У каноні повідомляється, що «зелений портулак» (Portulaca oleracea), що росте в місцях з покладами мінералів, що містять ртуть, також містить деяку кількість металевої ртуті, яку можна виділити обережним товченням рослини і висушуванням. Вона виділяється і при природному розкладанні. Су Сун вказував, що з 6 кг висушеного портулаку можна отримати близько 250 г ртуті.
У перший рік періоду Юань-ю (1086—1093) імператор Чже-цзун розпорядився про перевірку астрономічного обладнання та створенні астрономічного годинника. Разом з начальником канцелярії (лінши) Хань Гунлянєм та іншими членами спеціально утвореної групи у 1087—1092 роках Су Сун виготовив «вежу з рухомими водою армілярним приладом і небесним глобусом» заввишки 12 м, завширшки 7 м. У 1092 році за імператорським наказом він описав її в пізніше втраченій науковій праці «Хуньтянь і сянлу» («Меморандум про армілярні прилади та символічний небесний глобус»), а у 1094—1096 роках — у «Синь і сянфа яо» («Сутність нового зразка армілярного приладу і небесного глобуса»).
«Вежа» була приладом, де на трьох рівнях поєднувалися армілярні сфери, небесний глобус і годинниковий механізм, які з'єднувалися складною системою зубчастих коліс і приводилися у рух водою. Під час військових дій наприкінці епохи Сун вона була зруйнована, але за описом «Синь і сянфа яо» Ван Чженьдо у 1950-х роках разом із групою співробітників Музею китайської історії побудував її зменшену у п'ять разів копію.
У «Синь і сянфа яо» Су Сун представив два комплекти зоряних карт, заснованих на спостереженнях 1078—1085 років і є найстарішими з виданих у світі. Вони були потрібні для виготовлення небесного глобуса. Перший комплект відповідає поділу небесної сфери по екватору на дві рівні частини: з Північним та Південним полюсами у центрі — «Хунь сяндун цзисінту» («Зображення зірок північного краю на символизирующем коловращающееся глобусі, що символизує обертання неба по колу]») і «Хунь сян нань цзи сін ту» («Зображення зірок південного краю на небесному глобусі»).
Інший комплект складають планісфери і дві горизонтальні карти. Планісфери — «Хунь сян Цзи-вей юань сін ту» («Зображення зірок огорожі Цзи-вей на небесному глобусі»). Цзівей — середня ділянка центральної області неба, одне з «трьох огорож», поряд з внутрішньою — Тайвей і зовнішньою — Тяньши. Дві горизонтальні карти — «Хунь сяндун бейфан чжунвай гуаньсін ту» («Зображення внутрішніх і поза[екваторіальних] з'єднань зірок східної та північної сторін на небесному глобусі») і "Хунь сян сі нань фан чжун вай гуань сін ту "(«Зображення внутрішньо-і поза [екваторіальних] з'єднань зірок західного та південного боків на небесному глобусі»). Ці карти показують небо двох сегментів — від осіннього рівнодення до весняного рівнодення і навпаки. Проведена на них по середині пряма лінія зображує екватор, а дуга вище (на західній і південній сторонах) і нижче (на східній і північній сторонах) неї — екліптику. Сузір'я, вписані в чітко видимі прямокутні рамки місячних стоянок, зображені більш зосередженими ближче до екватора та розосередженими ближче до полюсів.
Принцип побудови горизонтальних карт був використаний ще до початку VII ст. Гао Веньхуном і аналогічний тому, що в тепер час називається циліндричною проєкцією — зображенням на площині поверхні еліпсоїда Землі або небесної сфери з паралельними меридіанами. В Європі вона була винайдена, як вважається, у 1568 році фламандським математиком і географом Герардом Кремером і називається також за його латинізованим іменем (Gerardus Mercator) «проєкцією Меркатора».